# Lomographa lungtanensis
Lomographa lungtanensis är en fjärilsart som beskrevs av Eugen Wehrli 1937. Lomographa lungtanensis ingår i släktet Lomographa och familjen mätare. Inga underarter finns listade i Catalogue of Life.